# SQLAlchemy
SQLAlchemy — программная библиотека на языке Python для работы с реляционными СУБД с применением технологии ORM. Служит для синхронизации объектов Python и записей реляционной базы данных. SQLAlchemy позволяет описывать структуры баз данных и способы взаимодействия с ними на языке Python без использования SQL. Библиотека была выпущена в феврале 2006 под лицензией открытого ПО MIT.
Работает back-end для баз данных: MySQL, PostgreSQL, SQLite, Oracle и других, между которыми можно переключаться изменением конфигурации.

## Основные возможности
- Использование ORM не является обязательным
- Устоявшаяся архитектура
- Возможность использовать SQL, написанный вручную
- Поддержка транзакций
- Создание запросов с использованием функций и выражений Python
- Модульность и расширяемость
- Дополнительная возможность раздельного определения объектного отображения и классов
- Поддержка составных индексов
- Поддержка отношений между классами, в том числе «один-ко-многим» и «многие-ко-многим»
- Поддержка ссылающихся на себя объектов
- Предварительная и последующая обработка данных (параметров запроса, результата)

и другие.

## Преимущества использования
Использование SQLAlchemy для автоматической генерации SQL-кода имеет несколько преимуществ по сравнению с ручным написанием SQL:
- Безопасность. Параметры запросов экранируются, что делает атаки типа внедрение SQL-кода маловероятными.
- Производительность. Повышается вероятность повторного использования запроса к серверу базы данных, что может позволить ему в некоторых случаях применить повторно план выполнения запроса.
- Переносимость. SQLAlchemy, при должном подходе, позволяет писать код на Python, совместимый с несколькими back-end СУБД. Несмотря на стандартизацию языка SQL, между базами данных имеются различия в его реализации, абстрагироваться от которых и помогает SQLAlchemy.

## Пример
Простейший пример с использованием SQLAlchemy в оперативной памяти:
```
>>>
 
from
 
sqlalchemy
 
import
 
create_engine

>>>
 
engine
 
=
 
create_engine
(
'sqlite:///:memory:'
)

>>>
 
engine
.
execute
(
"select 'Hello, World!'"
)
.
scalar
()

'Hello, World!'

```

## Применение и аналоги
SQLAlchemy находит применение в веб-фреймворках TurboGears, Pylons, Pyramid, Zope. Например, известный социальный новостной сайт Reddit построен с использованием SQLAlchemy. Список организаций, использующих SQLAlchemy, можно найти на сайте проекта.
У SQLAlchemy имеется несколько аналогов, в том числе: SQLObject и Storm.